# 17097 Ronneuman
17097 Ronneuman este un asteroid din centura principală de asteroizi.

## Descriere
17097 Ronneuman este un asteroid din centura principală de asteroizi. A fost descoperit pe 10 mai 1999 la Socorro, New Mexico, în cadrul proiectului LINEAR. Asteroidul prezintă o orbită caracterizată de o semiaxă mare de 3,11 ua, o excentricitate de 0,12 și o înclinație de 1,7° în raport cu ecliptica.